# Dichochrysa yuxianensis
Dichochrysa yuxianensis är en insektsart som först beskrevs av Bian och Li 1992.  Dichochrysa yuxianensis ingår i släktet Dichochrysa och familjen guldögonsländor. Inga underarter finns listade i Catalogue of Life.